# ローレン・コンラッド
ローレン・コンラッド（Lauren Katherine Conrad、1986年2月1日 - ）は、アメリカ合衆国の女優、タレント、作家、ファッションデザイナー。
MTVのリアリティ番組『ラグナ・ビーチ』に出演したことで有名になり、その中でも特に人気の高かったローレンを主役にしたスピンオフ『ザ・ヒルズ』で一躍スターとなった。『ザ・ヒルズ』では、ローレンが恋や友情に悩みながらも、ファッション業界でキャリアを積んでいく様子が描かれ、ローレンのファッションも注目された。結果、のちにデザイナーとしても活動することになる。

## 生い立ち
ローレンは3人兄弟の長女として、カリフォルニア州ラグナ・ビーチに生まれた。妹のブリアナは、『ラグナ・ビーチ』シーズン3に出演している。

## キャリア

### リアリティ番組

#### 2004–2005：ラグナビーチ
ローレンが高校4年のとき「ラグナビーチ」に出演した。シーズン１では、彼女が卒業してサンフランシスコのアカデミー・オブ・アート・ユニバーシティへ進学するところまでがおさめられ、シーズン２では中退した彼女がラグナビーチへ帰ってくる。
その後、ロサンゼルスのファッションスクール (Fashion Institute of Design & Merchandising)へ転入。

#### 2006–2009：ザ・ヒルズ
2006年5月31日、MTV『The Hills』シーズン1がスタート。ローレンがラグナビーチを出て、LAへ向かうところから始まる。
ティーンヴォーグでインターンをすることになり、ファッション業界へ足を踏み入れる。サンフランシスコの大学で出会ったハイディ・モンタグと暮らし始める。
2006年夏-2007年2月、シーズン2が撮影された。初回放送、2007年1月15日。その頃、ローレンとハイディの友情関係は、ハイディの新しい恋人・スペンサー・プラットの出現により悪化していた。ハイディがスペンサーと同棲を始めたあと、オードリナ・パートリッジがローレンの新しいルームメイトとなった。
2007年夏-2008年3月、シーズン3が撮影された。初回放送、2007年8月13日。一度はパリ行きのオファーをホイットニー・ポートに譲ったローレンが、ティーンヴォーグでの確実なポジションを再び築くため、パリへ行く。 2008年3月、ホイットニーはティーンヴォーグを去り、ファッションPR会社「People's Revolution」へ移る。イベントでホイットニーを手伝ったローレンにも声がかかり、ローレンも同じ会社で働けることになった。 
2008年夏-2008年11月、シーズン4が撮影された。初回放送、2008年8月18日。
2009年1月、シーズン5の撮影が始まり、初回放送は2009年4月6日。ローレンは自分にとってはこのシーズンが最後だと明言した。2009年5月31日が彼女のシリーズ最後の出演となった。ローレン不在の番組は続けられ、クリスティン・カヴァラーリが代わりに主役に抜擢された。シリーズは2010年7月13日に終了（全6シーズン、102話）。
上記の番組以外では、モデル発掘のオーディション番組」「America's Next Top Model」にゲスト審査員として出演したことがある。
2009年9月、Daily BeastがMTVの人気リアリティドラマ『The Hills』のキャストのギャラを明らかにした。記事によると、キャストの中で最もギャラが高いのがローレンで1エピソードあたりの出演料が12万5000ドル（日本円で約1250万円）だったという。ローレンはMTV側とドラマの出演に際し、「他のキャストのギャラよりも多くなければならない」という契約を交わしていた。

## ファッションブランド
「ザ・ヒルズ」撮影中、雑誌「ティーンヴォーグ」のインターンとして働いた。それが「ティーンヴォーグ」の売り上げ向上に繋がったと評された。2007年3月の報道によると、同年1月中旬の「ザ・ヒルズ」（シーズン2）のオンエア以降、売店での売り上げが2006年の2倍増であった。
2008年3月、ローレンは新ブランド「Lauren Conrad」をたちあげる。Mercedes Benz LA Fashion Weekでデビューを飾る。2009年春夏コレクションはキャンセルされた。同年秋から、全国規模の大手デパートKholで「LC by Lauren Conrad」を販売している。
2010年8月、親友と一緒に新しいブランドを立ち上げることを発表し、 「これまでのブランドとは全く異なるもので、高級ラインになる」と付け加えた。

## 本
2009年6月16日、ローレンの処女小説「L.A. Candy」が出版された。ハリウッドへ移り住んだ19歳の主人公ジェーン・ロバーツが、リアリティ番組のスターになるという、ローレンの実生活を基にした話になっている。ニューヨーク・タイムズのベスト・セラーリストに2週連続で入る快挙となった。
2010年2月16日に出版された2作目「Sweet Little Lies」もベストセラー入りしている。主人公は前作と同じジェーン・ロバーツである。
小説3部作の最後となる「Sugar and Spice」、ローレンのファッション業界での経験や知識について書かれた「Style」がある。

## 受賞歴
| 年   | アワード                     | 結果       | カテゴリ                 | 作品       |
| ---- | ---------------------------- | ---------- | ------------------------ | ---------- |
| 2006 | ティーン・チョイス・アワード | 受賞       | Choice Female Reality TV | ザ・ヒルズ |
| 2007 | ティーン・チョイス・アワード | 受賞       | Choice Female Reality TV | ザ・ヒルズ |
| 2008 | ティーン・チョイス・アワード | 受賞       | Choice Female Reality TV | ザ・ヒルズ |
| 2009 | ティーン・チョイス・アワード | 受賞       | Choice Female Reality TV | ザ・ヒルズ |
| 2010 | ティーン・チョイス・アワード | ノミネート | Choice Female Reality TV | ザ・ヒルズ |